# Meriden, Connecticut
Meriden är en stad i New Haven County i delstaten Connecticut, USA med cirka 58 244 invånare (2000).